# Cantone di Herbignac
Il Cantone di Herbignac era una divisione amministrativa dell'arrondissement di Saint-Nazaire.
È stato soppresso a seguito della riforma complessiva dei cantoni del 2014, che è entrata in vigore con le elezioni dipartimentali del 2015.
Comprendeva i comuni di:
- Assérac
- La Chapelle-des-Marais
- Herbignac
- Saint-Lyphard